# ヘアメイク河北裕介のBe yourself
ヘアメイク河北裕介のBe yourself（ヘアメイクかわきたゆうすけのビー ユアセルフ） は2018年5月6日から2021年6月25日までJFN系列で放送されていたジャパンエフエムネットワーク（JFNC）制作のラジオ番組。

## 概要
ヘアメイクの河北裕介が、交流のある女優・モデルなどをゲストに呼んでトークしていく番組。ゲストのブッキングは河北が自ら行う。
リスナーからは番組の感想やメッセージ、メイクの悩みなどを随時、募集した。
2020年7月からはマンスリーゲストMC制度を導入し、1ヶ月間を通して1人のゲストにスポットを当てた。（ただし従来通り2～3週のゲストを呼ぶ月もあった）
2021年2月12日以降はゲストを呼んでおらず、河北単独で主にメイクなどのお悩み相談を行った。4月23日の放送より山田真以をアシスタントとして招聘、5月7日よりレギュラー出演者とした。。6月18日の放送で次週限りでの番組終了が発表された。1年前のマンスリーゲストMC制度導入以降、試行錯誤の痕がみられたが、やや迷走気味で終了となった。

## 過去の放送時間
- 2018年10月4日 - 2020年3月26日、エフエム東京（TOKYO FM）毎週金曜（木曜深夜） 1:30 - 2:00
- 2020年4月3日 - 2021年3月26日、エフエム東京（TOKYO FM）毎週金曜 19:30 - 19:55[7]
- 2021年4月2日 - 2021年6月25日、エフエム東京（TOKYO FM）毎週金曜 19:00 - 19:30

## 過去のネット局
放送順に記載。
| 放送対象地域 | 放送局名                   | 放送時間               | 放送期間                     | 備考 |
| ------------ | -------------------------- | ---------------------- | ---------------------------- | ---- |
| 大阪府       | エフエム大阪（FM OH!）     | 毎週月曜 20:30 - 20:55 | 2018年5月7日 - 2019年6月24日 |      |
| 広島県       | 広島エフエム放送（HFM）    | 毎週日曜 8:30 - 8:55   | 2018年5月6日 - 2019年3月31日 |      |
| 福岡県       | エフエム福岡（FM FUKUOKA） | 毎週土曜 18:30 - 18:55 | 2019年4月6日 - 2019年6月29日 |      |

## ゲスト
| 2018年          | 2018年                           |
| 放送回数        | ゲスト                           |
| --------------- | -------------------------------- |
| 第1回 - 第2回   | 川口春奈                         |
| 第3回 - 第4回   | 堀田茜                           |
| 第5回 - 第6回   | 宇野実彩子（AAA）                |
| 第7回 - 第8回   | 大政絢                           |
| 第9回 - 第10回  | ヨンア                           |
| 第11回 - 第12回 | 佐田真由美                       |
| 第13回 - 第14回 | 長谷川潤                         |
| 第15回 - 第16回 | 小嶋陽菜                         |
| 第18回          | 白幡啓（スタイリスト）           |
| 第19回 - 第20回 | 真野恵里菜                       |
| 第21回 - 第22回 | 長澤まさみ                       |
| 第23回 - 第25回 | 藤平奈那子（VOCE編集部）         |
| 第27回 - 第28回 | 百々千晴（スタイリスト）         |
| 第29回 - 第30回 | 高橋みなみ                       |
| 第31回 - 第32回 | 亜希                             |
| 第33回 - 第34回 | 柿本ケンサク（映像作家・写真家） |

| 2019年          | 2019年                                                    |
| 放送回数        | ゲスト                                                    |
| --------------- | --------------------------------------------------------- |
| 第37回 - 第38回 | 内田理央                                                  |
| 第41回 - 第42回 | 桐谷美玲                                                  |
| 第43回 - 第44回 | 高園あずさ（ファッションブランド「Ungrid」ディレクター）  |
| 第45回 - 第46回 | 渡辺佳代子（ファッション誌「sweet」「otona MUSE」編集長） |
| 第47回 - 第48回 | 高橋愛                                                    |
| 第49回 - 第50回 | 安達祐実                                                  |
| 第51回 - 第52回 | 川口春奈                                                  |
| 第53回 - 第54回 | 優香                                                      |
| 第55回 - 第56回 | 森絵梨佳                                                  |
| 第57回 - 第58回 | 吉田志織                                                  |
| 第59回 - 第60回 | 小嶋陽菜                                                  |
| 第62回 - 第63回 | 上西星来（東京パフォーマンスドール）                      |
| 第64回 - 第65回 | 伊原六花                                                  |
| 第67回 - 第68回 | 伊賀大介                                                  |
| 第69回 - 第70回 | 辻本舞                                                    |
| 第71回 - 第72回 | 加治ひとみ                                                |
| 第74回 - 第75回 | 杉咲花                                                    |
| 第76回 - 第77回 | 吉川愛                                                    |
| 第78回 - 第79回 | 和田さん。（YouTuber）                                    |
| 第80回 - 第81回 | 天野佳代子（『美的GRAND』編集長）                         |
| 第82回 - 第83回 | 広瀬アリス                                                |
| 第85回          | 田丸麻紀                                                  |
| 第86回          | 伊賀大介                                                  |

| 2020年                    | 2020年                               |
| 放送回数                  | ゲスト                               |
| ------------------------- | ------------------------------------ |
| 第87回                    | 伊賀大介                             |
| 第88回 - 第89回           | 佐久間由衣                           |
| 第90回 - 第91回           | 山口紗弥加                           |
| 第92回 - 第93回           | 大政絢                               |
| 第94回 - 第95回           | 浅見れいな                           |
| 第96回 - 第97回           | 小嶋陽菜                             |
| 第98回 - 第99回           | 広瀬すず                             |
| 第100回 - 第101回         | 高嶋菜七（東京パフォーマンスドール） |
| 第102回 - 第103回         | 福原遥                               |
| 第104回 - 第105回         | ヨンア                               |
| 第106回 - 第107回         | 佐田真由美                           |
| 第109回                   | ユーコ（YouTuber）                   |
| 第110回 - 第112回         | 浜崎美保                             |
| 第113回 - 第116回（予定） | 上西星来（東京パフォーマンスドール） |